# Dicrostonyx
Dicrostonyx é um género de roedor da família Cricetidae.

## Espécies
- Dicrostonyx groenlandicus (Traill, 1823)
- Dicrostonyx hudsonius (Pallas, 1778)
- Dicrostonyx nelsoni Merriam, 1900
- Dicrostonyx nunatakensis Youngman, 1967
- Dicrostonyx richardsoni Merriam, 1900
- Dicrostonyx torquatus (Pallas, 1778)
- Dicrostonyx unalascensis Merriam, 1900